# Somogyi Vilmos
Somogyi Vilmos (Budapest, Terézváros, 1904. szeptember 10. – Budapest, 1985. április 3.) zenetörténész, zenei író, újságíró. Felesége Halmy Lujza (1916–2000) ének- és mozdulatművész volt.

## Élete
Somogyi (Scharf) Adolf szabósegéd és Lőwy Fanni fia. Pályáját az Esti Kurírnál kezdte, ahol riportként dolgozott, majd 1926-tól 1944 márciusáig az Operaház sajtófőnöke és dramaturgja volt. Számos színházi és zenei tárgyú újságcikket, recenziót és beszámolót publikált. A háború előtt kitért az evangélikus vallásra, ám így sem mentesült a zsidótörvények alól. Munkaszolgálatosként a Bor község közelében található rézbányákban dolgoztatták, ahonnan gyalog tért vissza Budapestre. A felszabadulást követően a Magyar Rádió Új zenei Újság műsorában dolgozott és rendszeres cikkírója volt Muzsika című folyóiratnak.

## Művei
- Operettek könyve (Gál György Sándorral, Budapest, 1959)
- Mesél a bécsi erdő (Gál György Sándorral, Budapest, 1965)
- Pataky Kálmán (Molnár Imrével, Budapest, 1968)
- Báthy Anna (Molnár Imrével, Budapest, 1969)

## Díjai, elismerései
- Péterfy István-emlékplakett (1984)